# 1942 en Colombie-Britannique
Chronologie de la Colombie-Britannique
- 1938
- 1939
- 1940
- 1941
- 1942
- 1943
- 1944
- 1945
- 1946

Cette page concerne des événements qui se sont produits durant l'année 1942 dans la province canadienne de Colombie-Britannique.

## Politique
- Premier ministre : John Hart.
- Chef de l'Opposition : Harold Winch du Parti social démocratique du Canada
- Lieutenant-gouverneur : William Culham Woodward

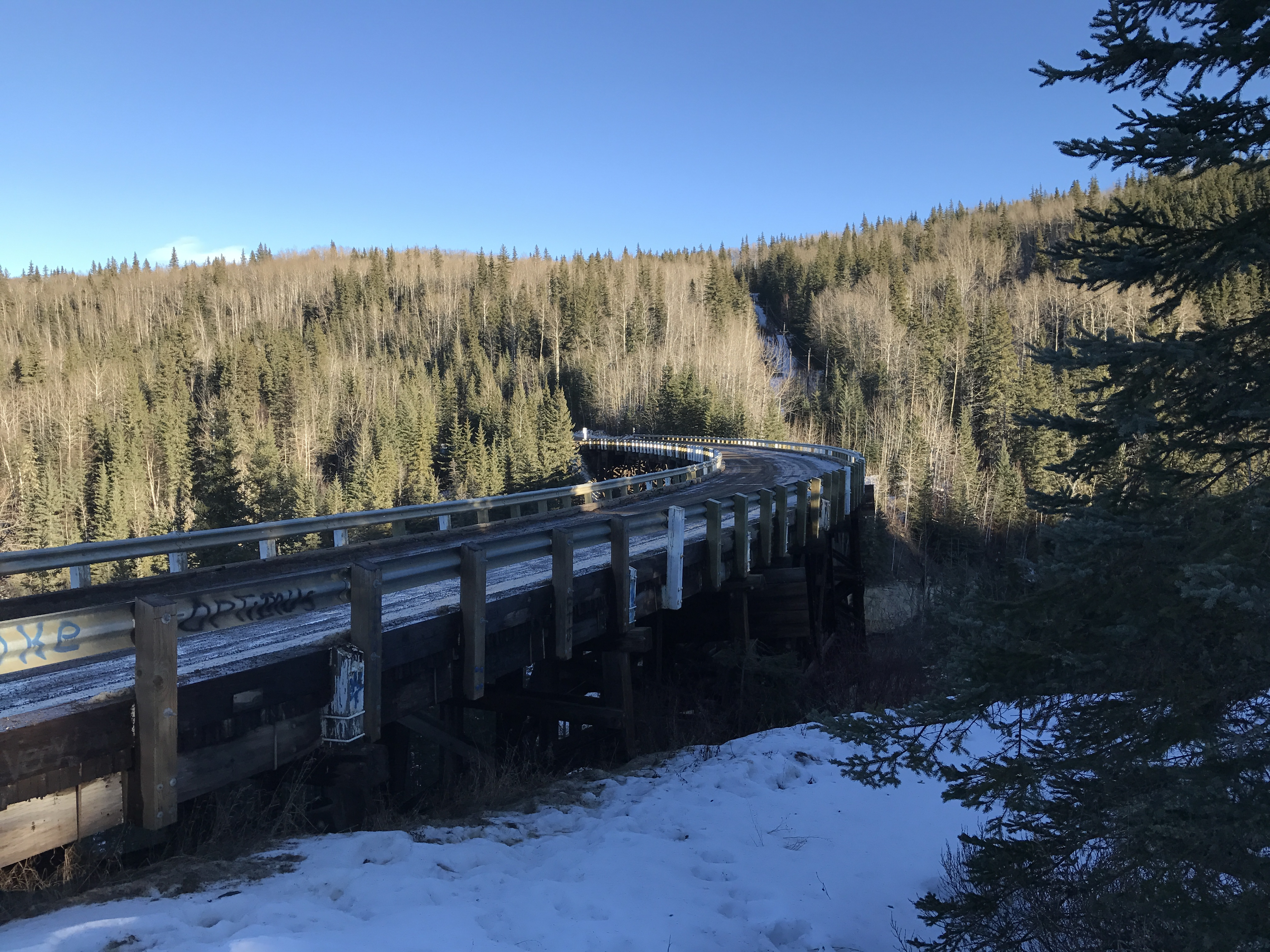
Kiskatinaw River Bridge

- Législature :

## Événements
- Construction de la Route de l'Alaska à travers la Colombie-britannique et le Yukon.
- Mise en service du  Kiskatinaw River Bridge , pont routier métallique situé à Dawson Creek[1].

- 20 juin : un sous-marin japonais attaque un phare sans faire de dommage à Estevan Point en Colombie-Britannique.